# Celle-ci et celle-là
Celle-ci et celle-là est une nouvelle de Théophile Gautier, sous-titrée ou la Jeune-France passionnée, publiée pour la première fois en 1833 dans le volume des Jeunes France, romans goguenards.

## Résumé
Rodolphe, héros qui se veut byronien, a une grande passion pour Mme de M***, bourgeoise de Château-Thierry, coquette et d'une bêtise surprenante. L'idéal cédant au réel, il finira par redécouvrir l'amour de sa femme de chambre, jeune fille pleine de cœur et sans prétention aucune.